# Chobani
Chobani est une entreprise américaine de produits laitiers et en particulier de yaourts grecs, régimes riches en protéines. 
Le nom Chobani signifie berger en kurde ou en turc (Çoban), mais serait un dérivé du grec selon la communication du groupe.
En 2014, l'entreprise génère 875 millions d’euros de chiffre d'affaires.

## Histoire
Elle est fondée en 2005 par Hamdi Ulukaya (en), qui après avoir acquis un atelier de feta à New Berlin (État de New York) en 2002, reprend à Kraft Foods en 2005, pour le montant de 700 000 $, une usine de yaourts sur le point d'être fermée, où il commence en 2007 à produire ses premiers yaourts égouttés hyperprotéinés dits yaourts grecs,. À partir de 2009, l'entreprise connaît une croissance importante, qui lui permet d'atteindre près de 20 % du marché du yaourt aux États-Unis.
En 2012, Chobani construit une importante usine à Twin Falls dans l’Idaho. Il ouvre un premier bar à yaourts à SoHo, qui met en avant les produits de la marque et propose des recettes préparées sur place.
En 2014, TPG Capital acquiert 20 % du capital de l'entreprise pour 750 millions de dollars.

## Plainte contre Alex Jones
Le 24 avril 2017 l'entreprise porte plainte en diffamation contre le site complotiste Infowars d'Alex Jones qui l'a mise en cause dans une série de rumeurs et d'articles mensongers. Le 17 mai suivant, elle passe un accord avec Jones qui accepte le retrait des articles et des vidéos de son site internet. En outre, ce dernier reconnaît dans une déclaration que ses articles et vidéos n'avaient aucun fondement.